# Tissafernés
Tissafernés (ďruhý pád Tissaferna, řecky Τισσαφέρνης, staropersky Čiθrafarnah, v novodobé perštině Čehrfar, 445-395 před naším letopočtem) byl perský satrapa (místodržitel) v Kárii, Lýdii (zde sídlil ve městě Sardy) a Iónii. Informoval krále Artaxerxa II. o tažení najatých řeckých vojsk jeho bratra Kýra mladšího. V bitvě u Kunax v roce 401 před naším letopočtem byl jedním z vojevůdců perského krále. Zásah jeho jízdy měl zásadní podíl na vítězství Artaxerxově.
Po porážce od spartských vojsk v roce 395 př. n. l. byl králem Artaxerxem sesazen a popraven.